# Kodeks 0298
Kodeks 0298 (Gregory-Aland no. 0298) – grecko-koptyjski kodeks uncjalny Nowego Testamentu na pergaminie, datowany metodą paleograficzną na VIII lub IX wiek. Rękopis jest przechowywany w Montserrat. Tekst rękopisu jest wykorzystywany we współczesnych wydaniach greckiego Nowego Testamentu. 

## Opis
Zachował się fragment 1 pergaminowej karty rękopisu, z greckim tekstem Ewangelii Mateusza (26,24-29) i koptyjskim tekstem Mateusza 26,17-21 w dialekcie saidzkim. Karta ma rozmiar 17 na 8,8 cm. Tekst jest pisany jedną kolumną na stronę, 19 linijek tekstu na stronę. Jest palimpsestem. 0298 stanowi górny tekst palimpsestu, tekst dolny jest w języku łacińskim i pochodzi z V wieku. 

## Historia
INTF datuje rękopis 0298 na VIII lub IX wiek . 
Tekst fragmentu opublikował Ramón Roca-Puig w 1985 roku. Na listę greckich rękopisów Nowego Testamentu wciągnął go Kurt Aland, oznaczając go przy pomocy siglum 0298. Rękopis został uwzględniony w II wydaniu Kurzgefasste. Rękopis jest wykorzystywany we współczesnych wydaniach greckiego Nowego Testamentu (NA27, NA28 i UBS4). 
Rękopis był przechowywany w Fundación Sant Lluc Evangelista (Pap. Barcinonensis, inv. no 4) w Barcelonie. Od roku 2014 jest przechowywany w bibliotece Opactwa Matki Bożej (P. Monts. Roca inv. no 4) w Montserrat . 